# Francisco Espínola
Francisco Espínola, plus communément connu sous le nom de Paco Espínola (né à San José de Mayo le 4 octobre 1901, mort à Montevideo le 26 juin 1973), est un écrivain, journaliste et professeur uruguayen.
Il a écrit des histoires, des romans et pièces de théâtre. Il a été membre du Parti communiste de l'Uruguay,.

## Œuvres
- Raza ciega (nouvelle, 2009)
- Saltoncito (roman, 1930)
- Sombras sobre la tierra (roman, 1933)
- Qué lástima (nouvelle, 1933)
- La fuga en el espejo (théâtre, 1937)
- El rapto y otros cuentos (nouvelle, 1950)
- Milón, el ser del circo (essai, 1954)
- Don Juan, el Zorro (roman, 1968)
- Rodríguez (nouvelle)
- Las Ratas (nouvelle)
- El hombre pálido (nouvelle)